# Johnny O'Mara
Johnny O'Mara   (Encino, 25 de març de 1961) és un antic pilot professional de motocròs nord-americà que va competir als Campionats AMA de motocròs entre el 1980 i el 1990 i en va guanyar dos títols de campió (un de motocròs i un de supercross). O'Mara és recordat per haver format part, al costat de Donnie Hansen, Chuck Sun i Danny LaPorte, del primer equip dels Estats Units de la història que va guanyar el Motocross des Nations i el Trophée des Nations. Al llarg de la seva carrera va repetir aquest èxit diverses vegades i va guanyar també un total de tres Grans Premis de motocròs.
El 2000 va ser incorporat a l'AMA Motorcycle Hall of Fame en solitari i el 2003, com a membre de la selecció americana al Motocross des Nations del 1981. A banda, el 2002 va rebre el premi Edison Dye a la trajectòria, també conjuntament amb els seus companys de selecció.

## Biografia
Fill d'un expert corredor de curses de desert, Johnny O'Mara va començar a conduir motocicletes ben aviat i a deu anys ja competia en curses de motocròs infantils. El 1980, a 19 anys, va esdevenir professional i va sorprendre tothom en vèncer al Gran Premi dels Estats Units de 125cc, celebrat a Lexington (Ohio), amb una Honda Mugen semi-privada davant els oficials dels principals fabricants europeus i japonesos. El 1981 el va fitxar Honda i aquell any mateix va aconseguir la primera de les seves grans fites: la doble victòria al Motocross des Nations i al Trophée des Nations com a membre de l'equip nord-americà. Va repetir l'èxit al Motocross des Nations els anys 1982, 1984 i 1986 i al Trophée, els anys 1982 i 1984. El 1983 va guanyar el Campionat AMA de motocròs de 125cc i el 1984, el de supercross de 250cc.
El 1990, després d'haver passat pels equips oficials de Suzuki i Kawasaki, es retirà de les competicions i passà a competir amb èxit en ciclisme de muntanya, modalitat en què també fou corredor oficial dels principals fabricants d'aquesta mena de bicicletes. Uns anys després, Johnny O'Mara esdevingué el mentor de Ricky Carmichael, a qui va ajudar i assessorar quan era un jove principiant.

## Palmarès

### Títols per any
| Any  | Equip | Campionat             | Classe |
| ---- | ----- | --------------------- | ------ |
| 1981 | Honda | Motocross des Nations | -      |
| 1981 | Honda | Trophée des Nations   | -      |
| 1982 | Honda | Motocross des Nations | -      |
| 1982 | Honda | Trophée des Nations   | -      |
| 1983 | Honda | AMA Motocross         | 125cc  |
| 1984 | Honda | AMA Supercross        | 250cc  |
| 1984 | Honda | Motocross des Nations | -      |
| 1984 | Honda | Trophée des Nations   | -      |
|      |       |                       |        |
| 1986 | Honda | Motocross des Nations | -      |

### Resum
- 1 Campionat AMA de motocròs 125cc
- 1 Campionat AMA de supercross 250cc
- 4 Motocross des Nations
- 3 Trophée des Nations